# Une voix pour les sans-voix
Une voix pour les sans-voix : plus de sept décennies de lutte avec la Chine pour ma terre et mon peuple est un livre de 2025 de Tenzin Gyatso, le 14e dalaï-lama. Le livre est un récit « personnel et définitif » de l'œuvre de sa vie et de sa vision de l'avenir.

## Contenu
Le 14e dalaï-lama décrit son dialogue avec les dirigeants chinois concernant l'indépendance du Tibet. Il a finalement compris que cette tentative serait vaine. Il a donc préféré s'attacher à garantir une plus grande autonomie au peuple tibétain au sein de la Chine. Il donne également des conseils pour gérer les situations politiques tumultueuses.
L'ouvrage comporte un guide à l’intention des successeurs du 14e dalaï-lama pour l’avenir du Tibet dans l'objectif d'une autonomie réelle en Chine, décrivant les tentatives de négociations de l'actuel dalaï-lama avec les dirigeants chinois. Il déclare « Ce n’est qu’en créant un climat où les deux parties peuvent se parler et négocier librement qu’une paix durable sera possible ». Il écrit : « Puisque le but d’une réincarnation est de poursuivre l’œuvre de son prédécesseur, le nouveau dalaï-lama naîtra dans le monde libre afin que la mission traditionnelle du dalaï-lama – c’est-à-dire être la voix de la compassion universelle, le chef spirituel du bouddhisme tibétain et le symbole du Tibet incarnant les aspirations du peuple tibétain – se poursuive ».

## Référence
1. 1 2  Alexandra Alter, « The Dalai Lama Shares Thoughts on China and the Future in a New Book », sur The New York Times, 23 janvier 2025 (consulté le 24 janvier 2025)
2. ↑  Matilda Battersby, « HarperCollins to publish 'personal and definitive' memoir by the Dalai Lama », sur The Bookseller, 24 janvier 2025 (consulté le 24 janvier 2025)
3. ↑  (en-US) « The Dalai Lama's Top Five Practices for Holding on to Hope », sur Oprah Daily, 11 mars 2025 (consulté le 19 mars 2025)
4. ↑  « Dans un livre, le Dalaï Lama offre un « cadre pour l’avenir du Tibet » après sa mort », La Croix avec l'AFP,‎ 10 mars 2025 (ISSN 0242-6056, lire en ligne, consulté le 10 mars 2025)
5. ↑  (en-US) « My successor will be born in ‘free world’ outside China: Dalai Lama says in new book », sur Phayul, 11 mars 2025 (consulté le 11 mars 2025)